# Ненко Терзийски
 За българския щангист вижте Нено Терзийски.  
Ненко Стоянов Терзийски – Балдьовеца е предателят на Априлското въстание. 
Роден е в с. Балдьово (днешно село  Росен). Делегат на селото в събранието на Оборище, след което докладва решенията от събранието на османската власт в Пазарджик. Пловдивският мютесариф Азис паша го разпитва лично и веднага уведомява Истанбул за ситуацията. Поради тази причина се налага Априлското въстание да избухне преждевременно на 20-ти април, а не по план на 1-ви май (стар стил).
При потушаването на въстанието, положението му пред турската власт допринася селата около Балдьово да не бъдат разорени. След въстанието за награда му е дадено правото да събира десятъка на селата Щърково и Пищигово. По време на Руско-турската освободителна война избягва с цялото си семейство в Цариград. След Освобождението, семейството му се завръща в родното село, но Ненко остава в пределите на Османската империя до смъртта си.